# Kopfplatte

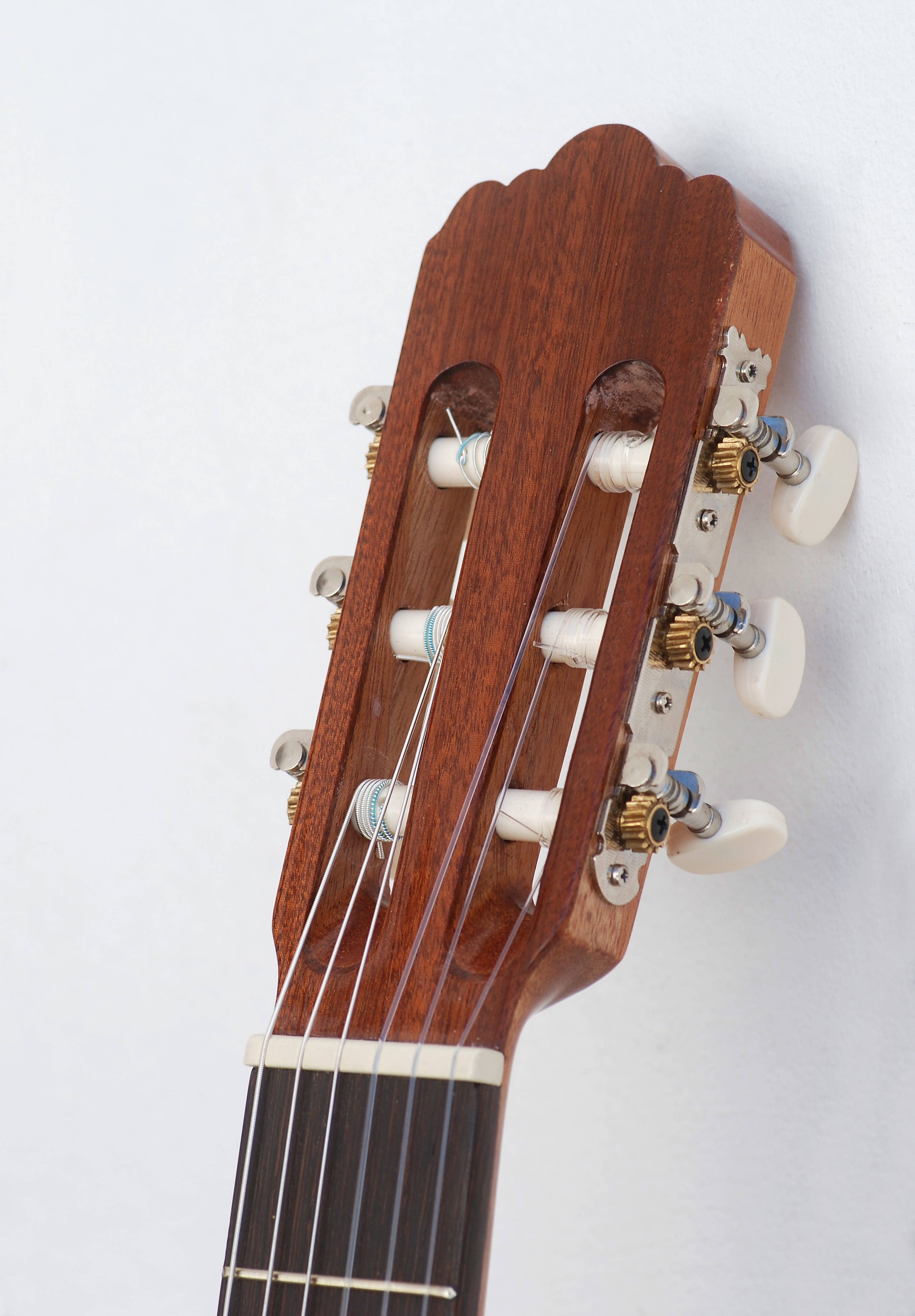
Kopf einer Konzertgitarre

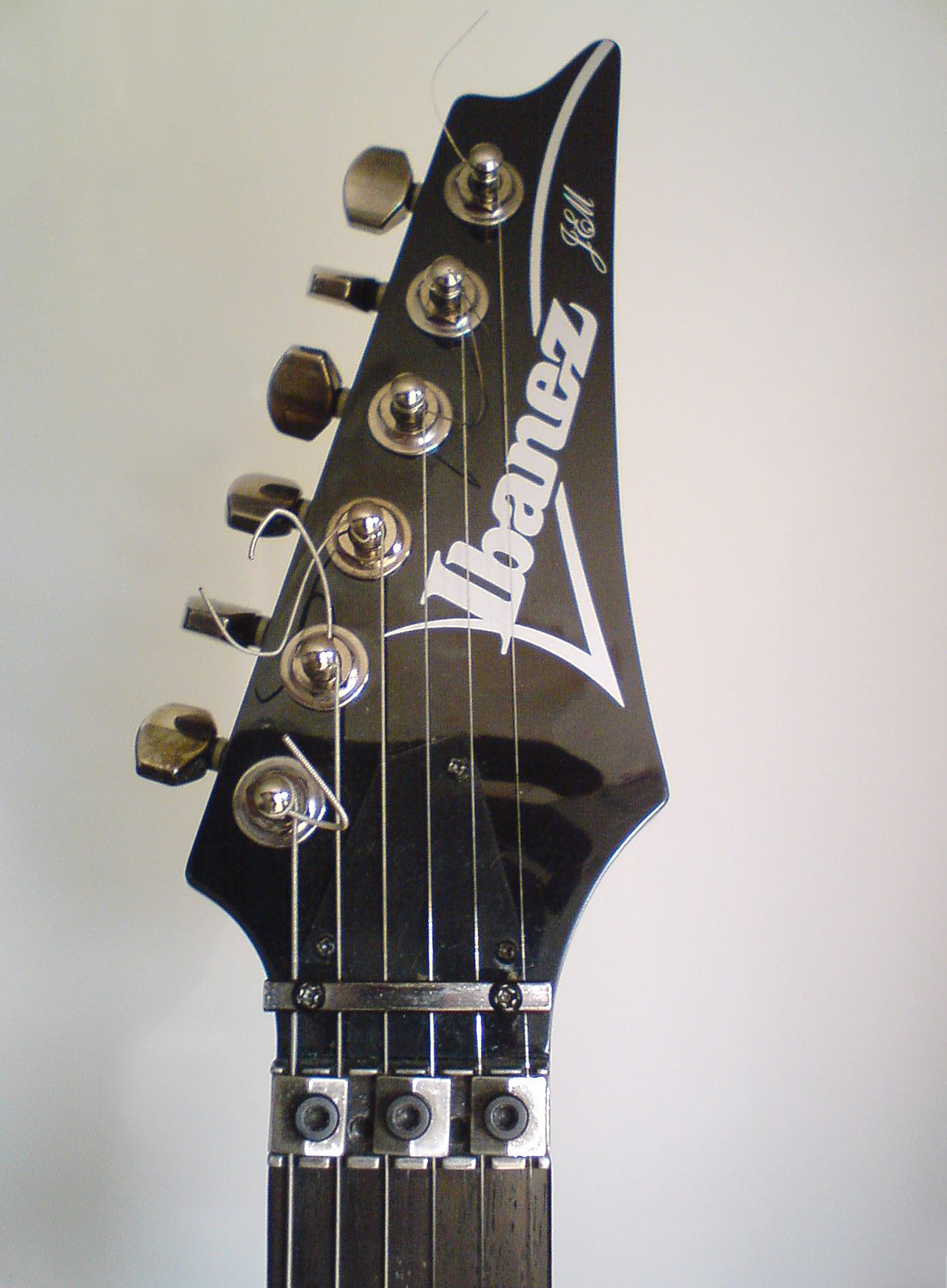
Kopf einer Ibanez JEM 555 BK E-Gitarre mit Klemmsattel und Saitenniederhalter für ein Vibratosystem von Floyd Rose

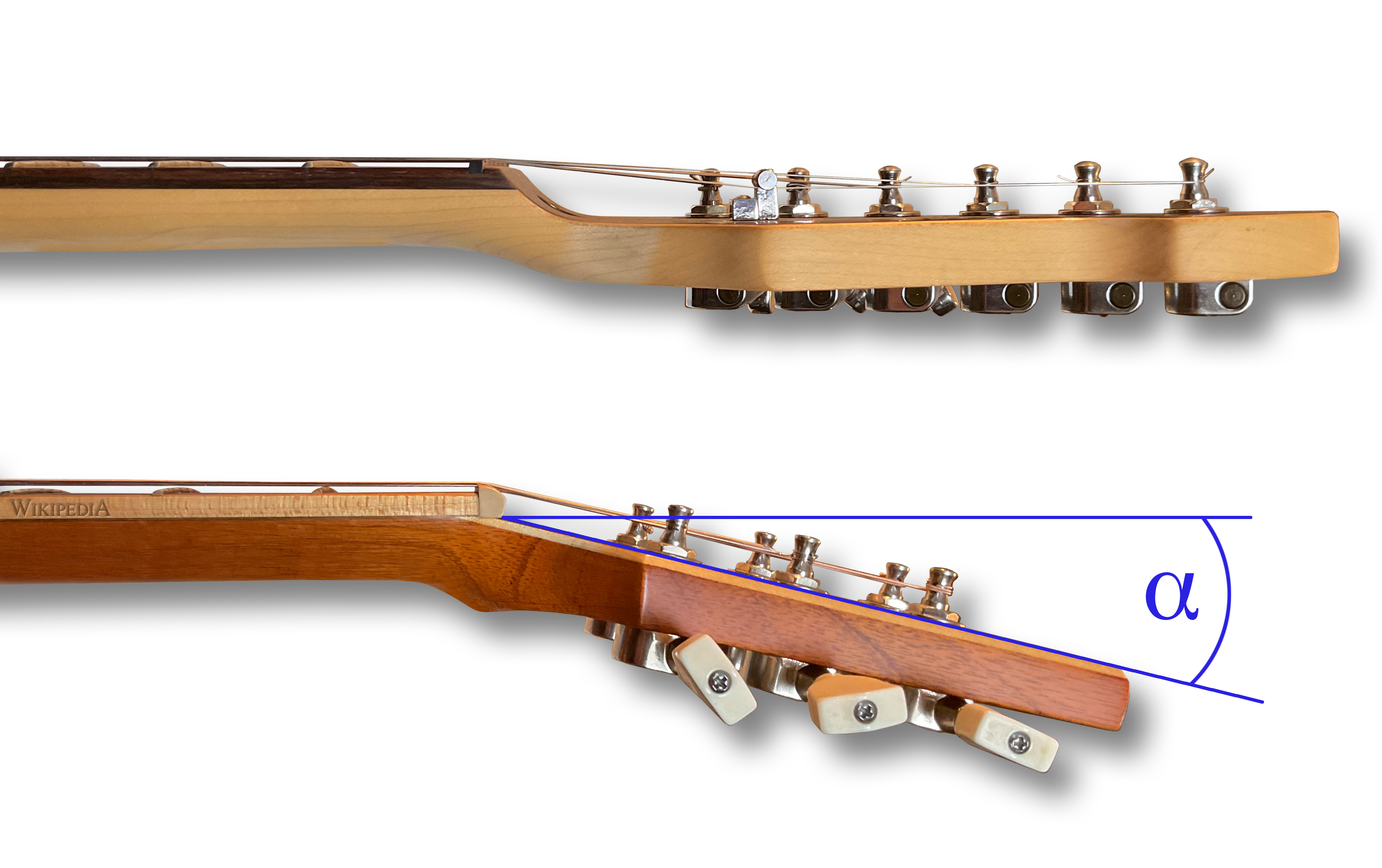
Verschiedene Bauweisen von „Headstocks“: Gerade Kopfplatte (oben) mit Saitenniederhalter – Abgewinkelte Kopfplatte, hier 13,5 Grad (unten)

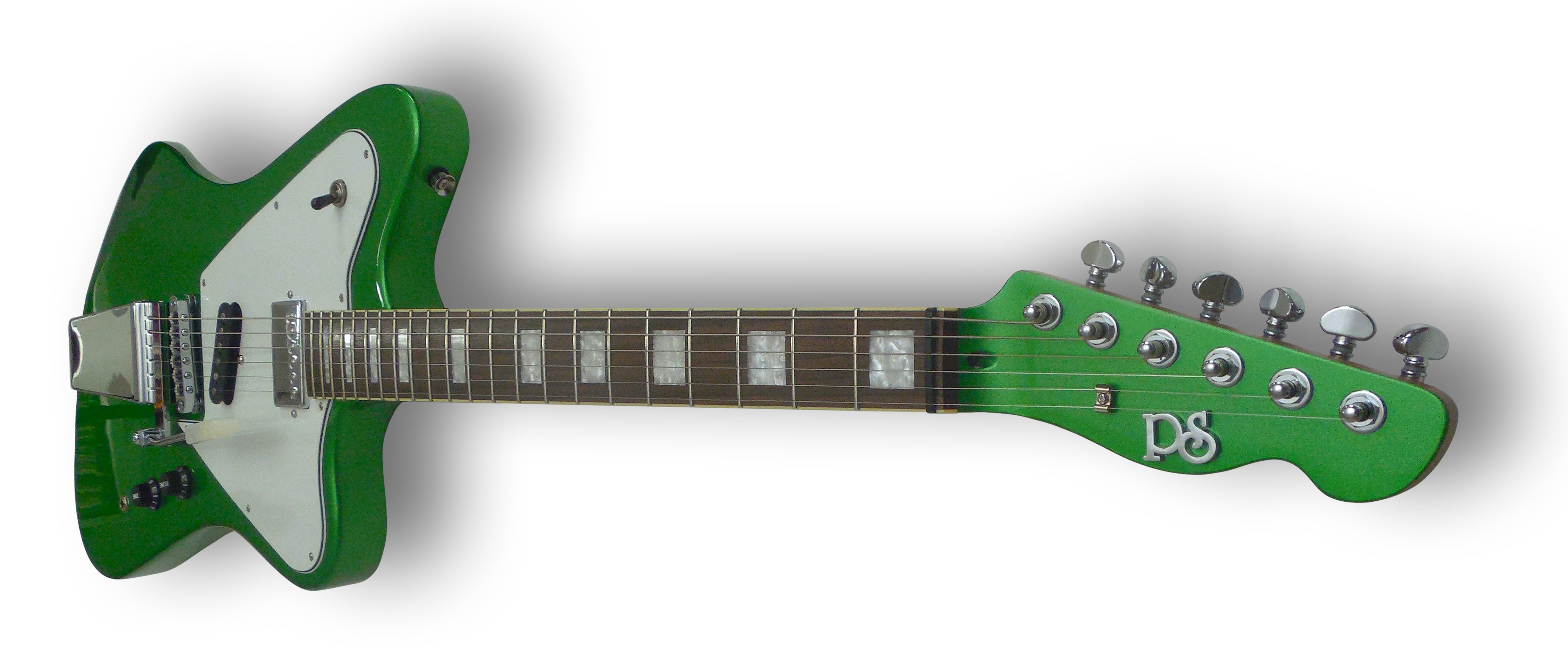
Beispiel für den Matching Headstock bei einer E-Gitarre

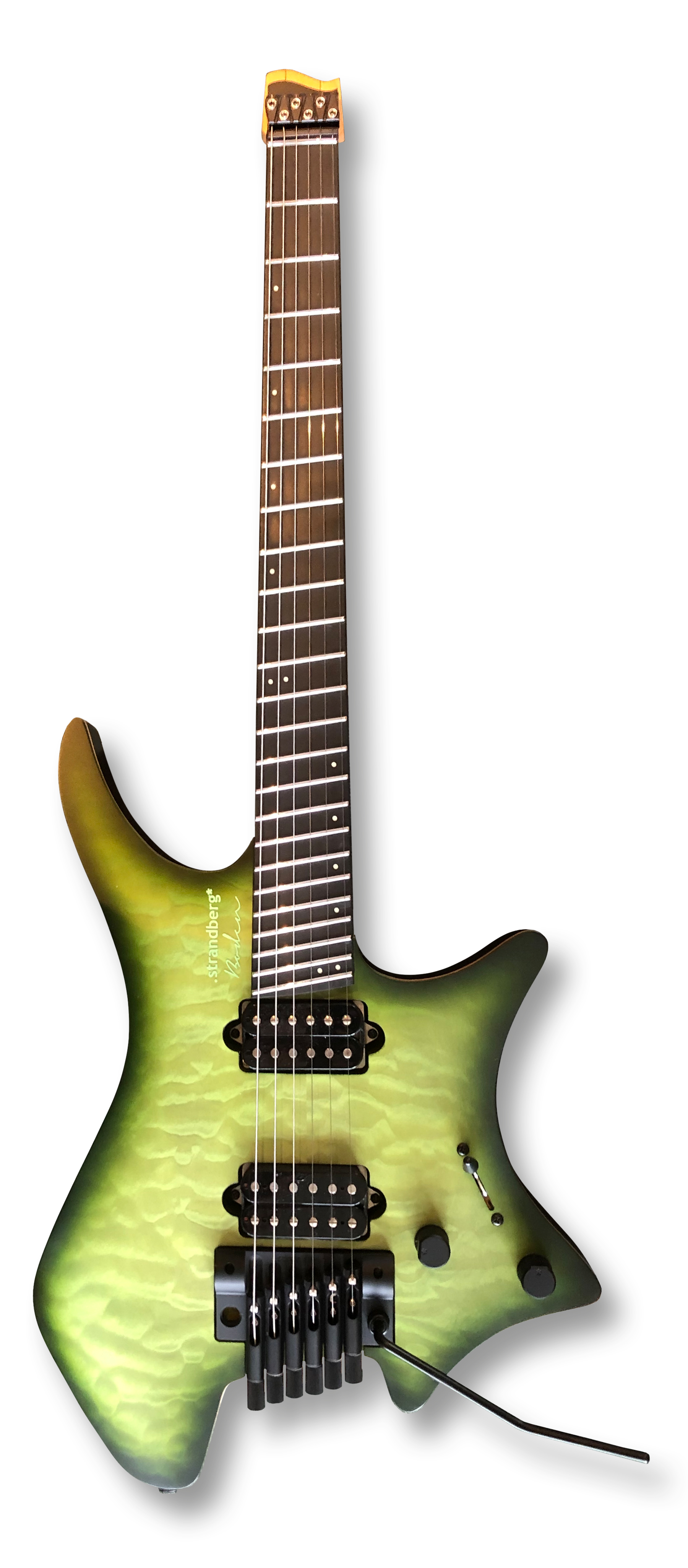
Headless E-Gitarre von Strandberg

Der Kopf (auch Kopfplatte genannt; englisch headstock) oder Gitarrenkopf ist der obere Teil der Gitarre oder eines E-Basses, an dem die Stimmmechaniken befestigt sind. Die Saiten werden über den Sattel zu den Stellachsen der Mechaniken gespannt.
Es gibt heute zwei Hauptformen des Kopfes:
- durchbrochene Kopfplatten mit hinterständigen Flügeln: Überwiegend bei Konzertgitarren
- massive Kopfplatten mit seitenständigen Flügeln: vor allem bei Gitarren und Bässen mit Stahlsaiten verwendet (E-Gitarre, Westerngitarre)

Die Kopfplatte gibt es außerdem auch an anderen Instrumenten, zum Beispiel dem Banjo oder der Mandoline.

## Geschichte
Bereits die spanische Vihuela hatte im Unterschied zur Laute eine flache Kopfplatte anstelle des sonst üblichen Wirbelkastens. Die Wirbel – damals noch einfache Holzwirbel – wurden bei der Vihuela von hinten durch Bohrungen in dieser Kopfplatte hindurchgesteckt. Später mit der Erfindung der Getriebemechanik wollte man die gitarrentypischen hinterständigen Wirbel beibehalten und entwickelte so die von zwei Schlitzen durchbrochene Kopfplatte mit querstehenden Stellachsen, wie sie von der heutigen Konzertgitarre bekannt ist.
Für moderne Gitarren mit Stahlsaiten, insbesondere die Westerngitarre, die E-Gitarre und den E-Bass, kehrte man hingegen zum ursprünglichen Prinzip der senkrecht durch die Platte gesteckten Stellachsen zurück, wodurch die Flügel aber nun seitenständig wurden.

## Bauformen bei E-Gitarren
Grundsätzlich werden zwei grundlegende Typen unterschieden:
- 3+3 Headstocks: Auf jeder Seite der Kopfplatte sind jeweils 3 Mechaniken angebracht (typisch für z. B. Gibson Gitarren)
- 6-in-line Headstocks: Alle Mechaniken sind auf einer Seite der Kopfplatte angebracht

Zudem gibt es noch weitere, seltenere Bauformen die v. a. bei Gitarren mit mehr als 6 Saiten Anwendung finden.
Eine weitere Unterteilung von Kopfplatten ist über den Winkel zum Griffbrett möglich:
- So gibt es zum einen abgewinkelte Kopfplatten (droopy headstocks), wie sie zum Beispiel von Gibson verbaut werden. Diese sind im Vergleich zum Griffbrett um einen bestimmten Winkel (meist zwischen 3° und 25°) geneigt.
- Zum anderen sind die, zum Beispiel von Fender verbauten, geraden Kopfplatten gebräuchlich. Der Vorteil bei dieser Bauweise ist die Möglichkeit den kompletten Gitarrenhals aus einem Stück Holz zu fertigen. Aufgrund des geringen Winkels der Saite hinter dem Sattel werden bei dieser Bauform oft Saitenhalter verwendet, um zu verhindern, dass die Saite beim Spielen aus dem Sattel rutscht.[1]

Bekannt sind die Kopfplatten von:
- Gibson: üblicherweise mit aufgeleimtem schwarzen Furnier, mit eingelegtem Firmennamen aus Perlmutt; Mechaniken je drei rechts und links.
- Fender: üblicherweise holzfarbene (naturfarbene) Kopfplatte mit aufgeklebtem Firmennamen und alle Mechaniken auf einer Seite.
- Ibanez: üblicherweise lackierte Kopfplatte mit aufgeklebtem Firmennamen und Mechaniken auf einer Seite.

## Galerie
Kopfplatten verschiedener Gitarrenarten

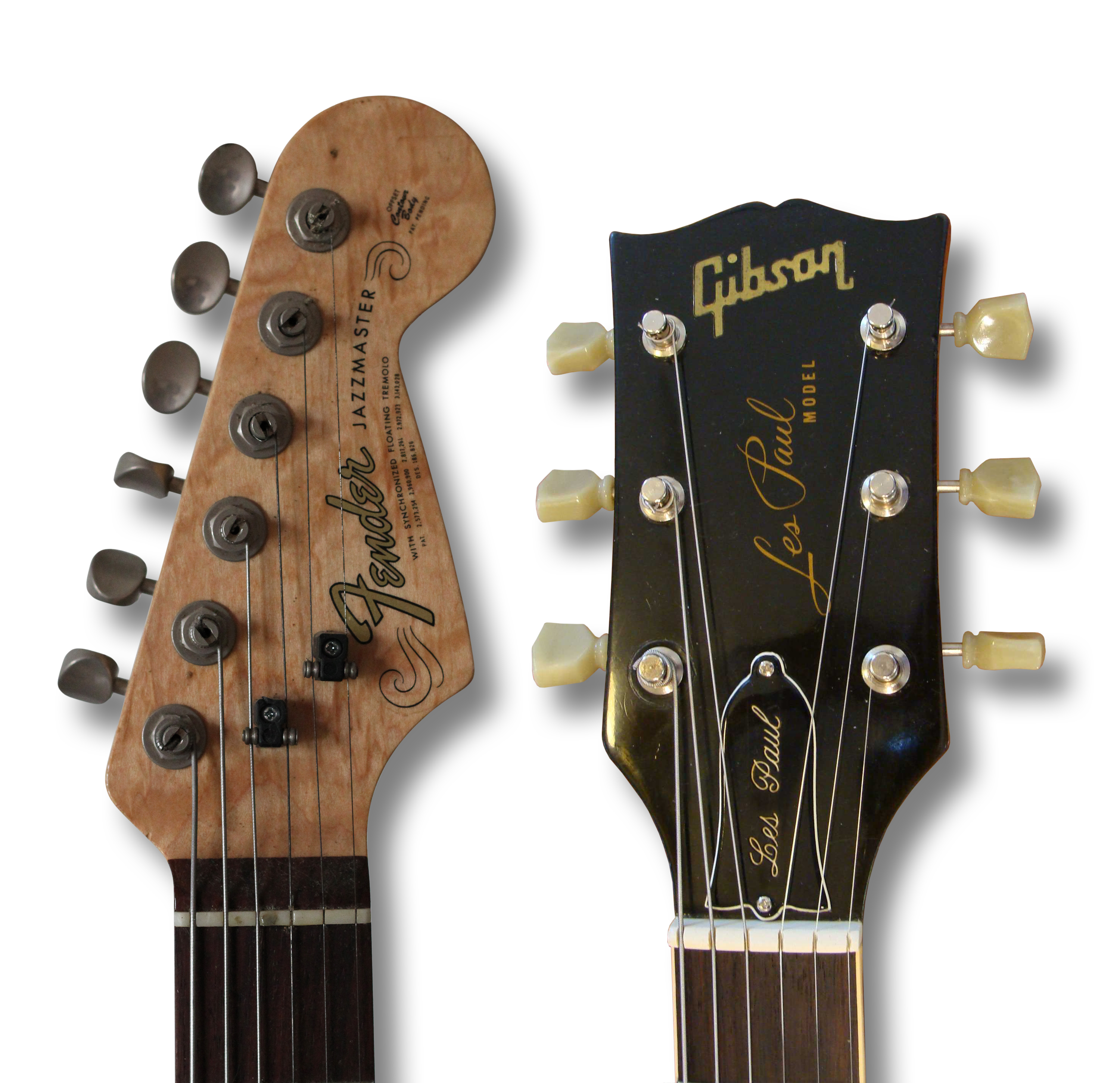
Kopfplatten einer Fender Jazzmaster („6-in-line“) und einer Gibson Les Paul („3+3“) im Vergleich
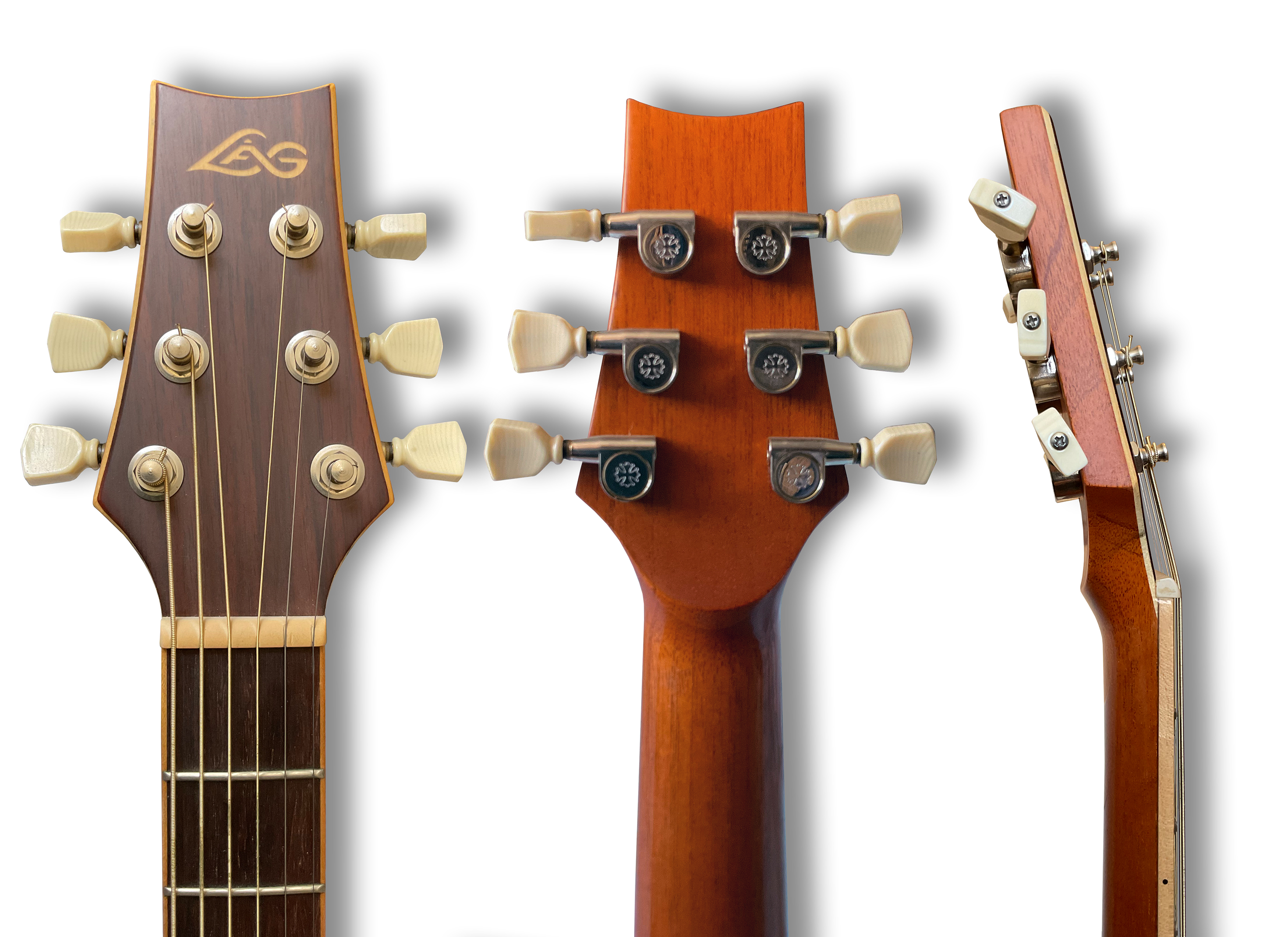
Dreiseitenansicht des „Headstock“ einer Akustikgitarre mit Stahlsaiten
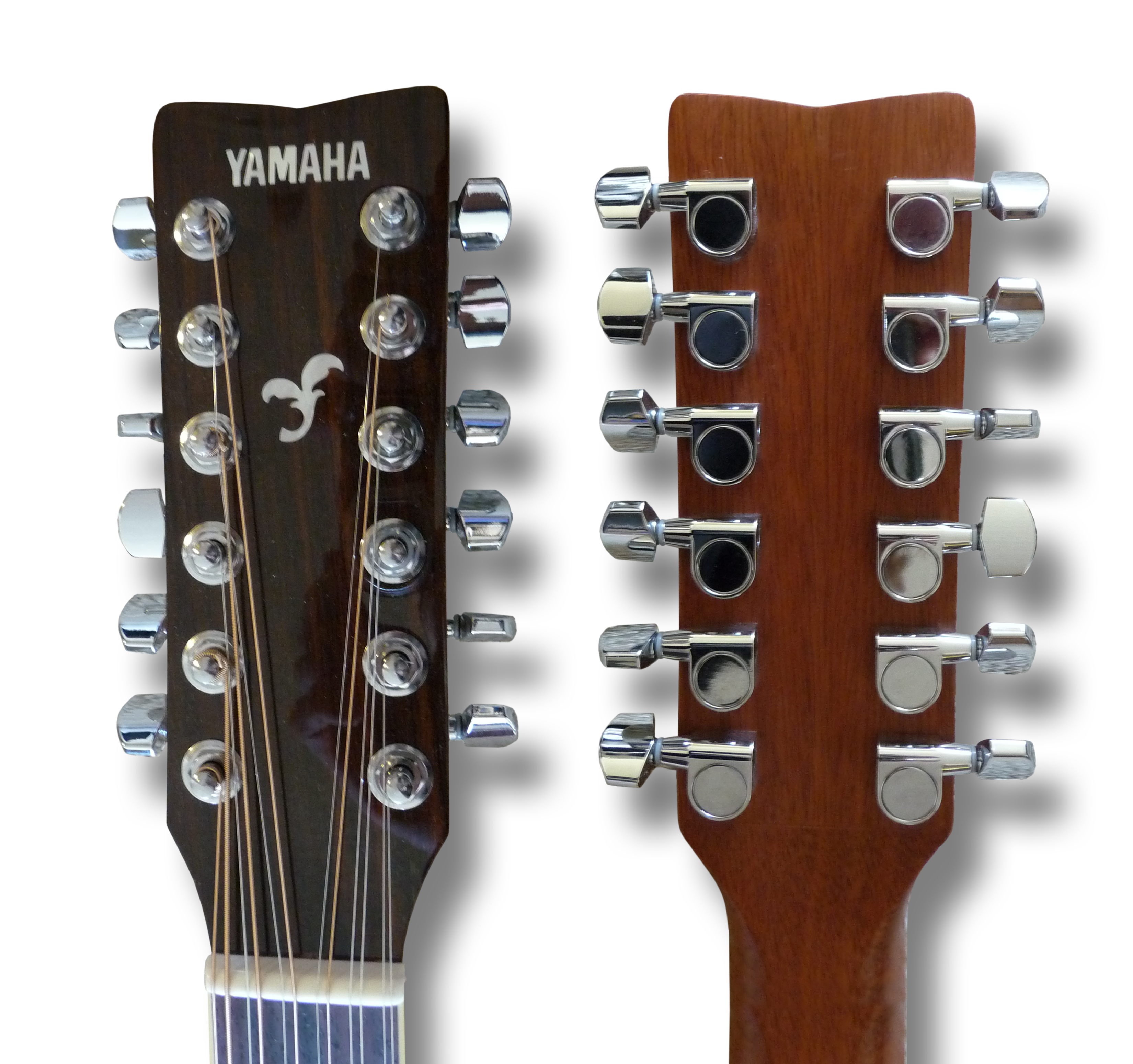
Vorder- und Rückseite der Kopfplatte einer 12-saitigen Akustikgitarre
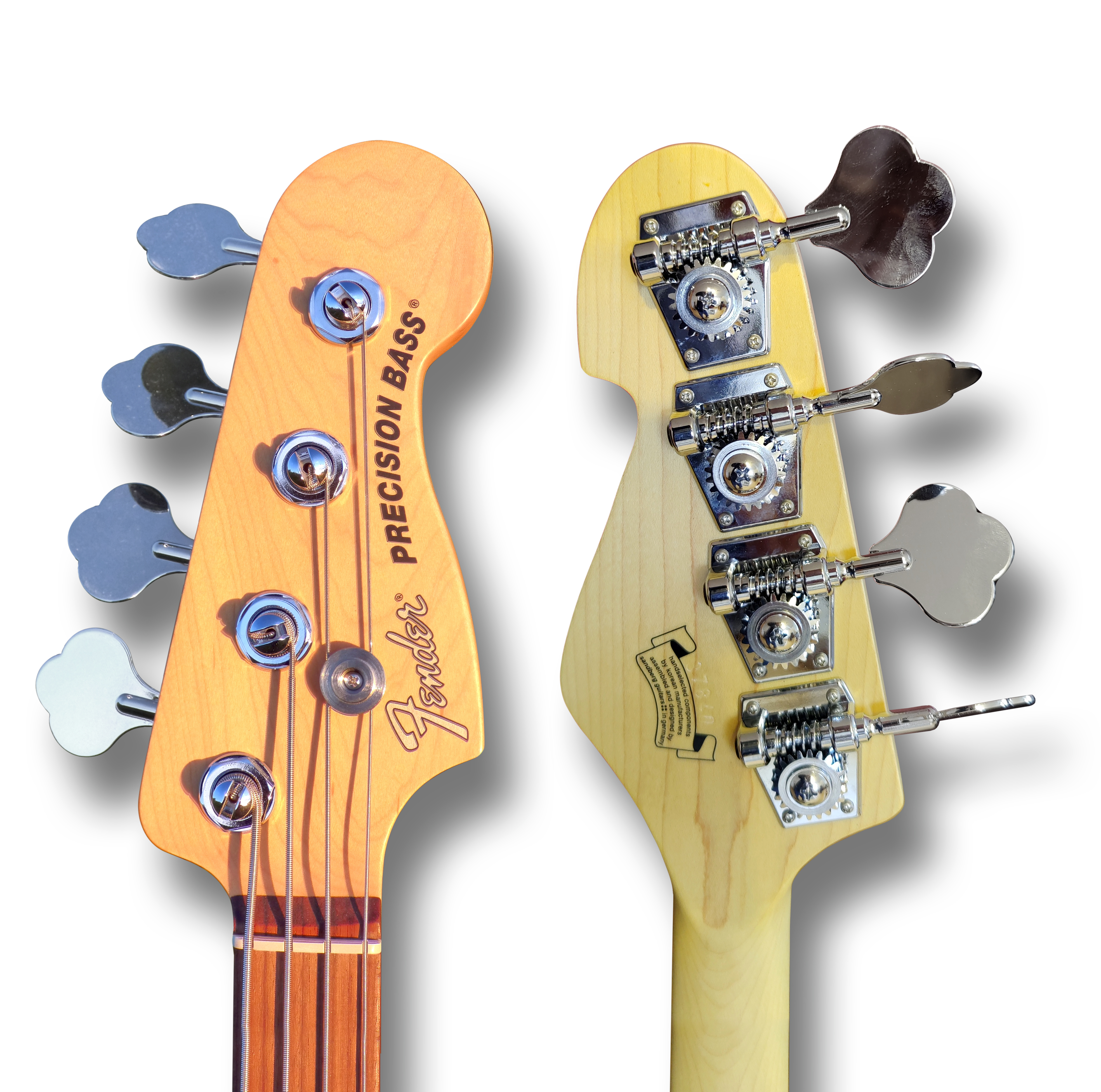
Vorder- und Rückseite der Kopfplatte von E-Bassgitarren: Fender American Performer P-Bass Guitar (links) und Sandberg Electra Bass Guitar (rechts)
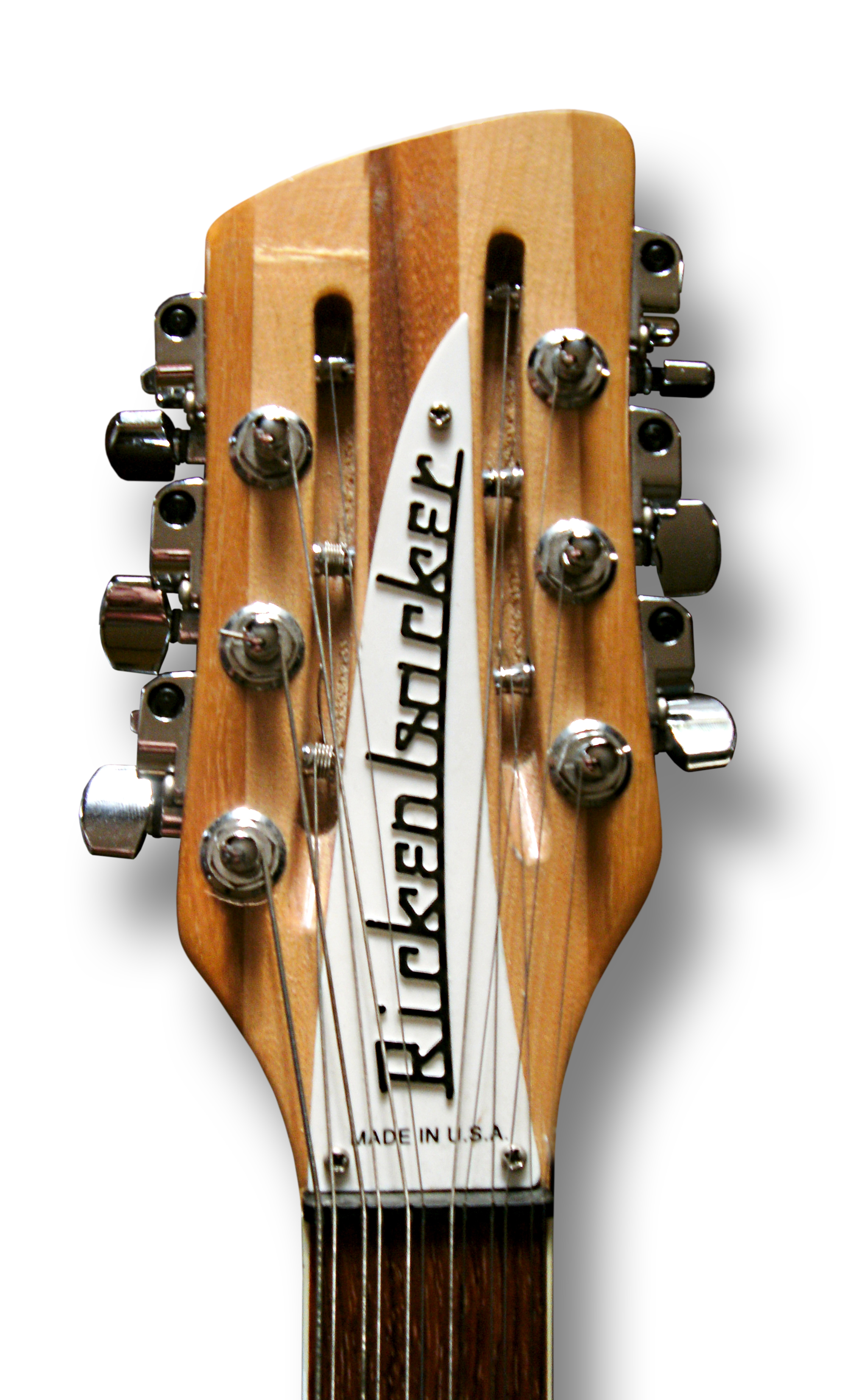
1963 entwickelte Rickenbacker eine kompakte Kopfplatte für 12-saitige Gitarren mit abwechselnd seiten- und hinterständigen Mechaniken
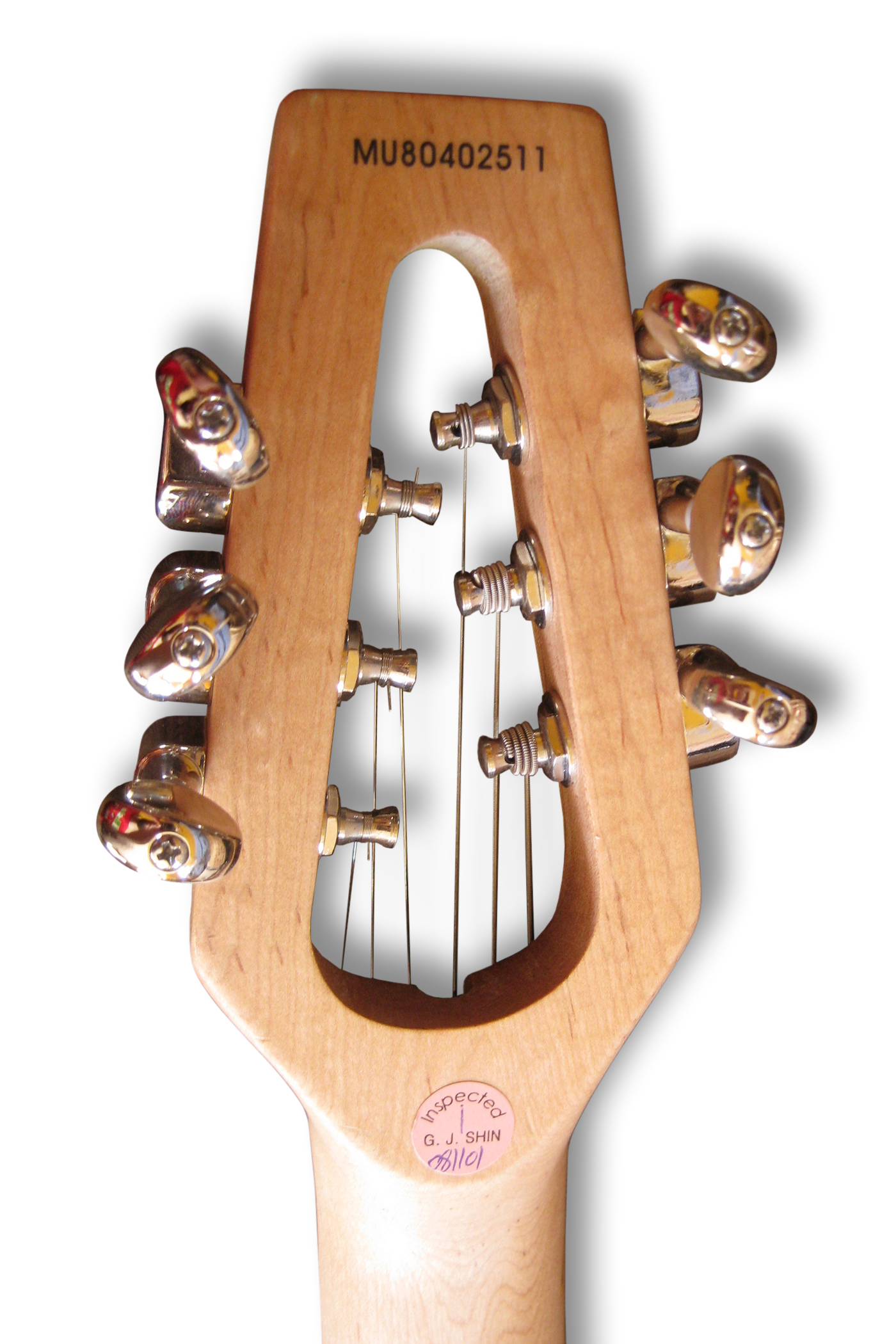
Ungewöhnliches Design der Kopfplatte bei einer Silent/Traveller Guitar
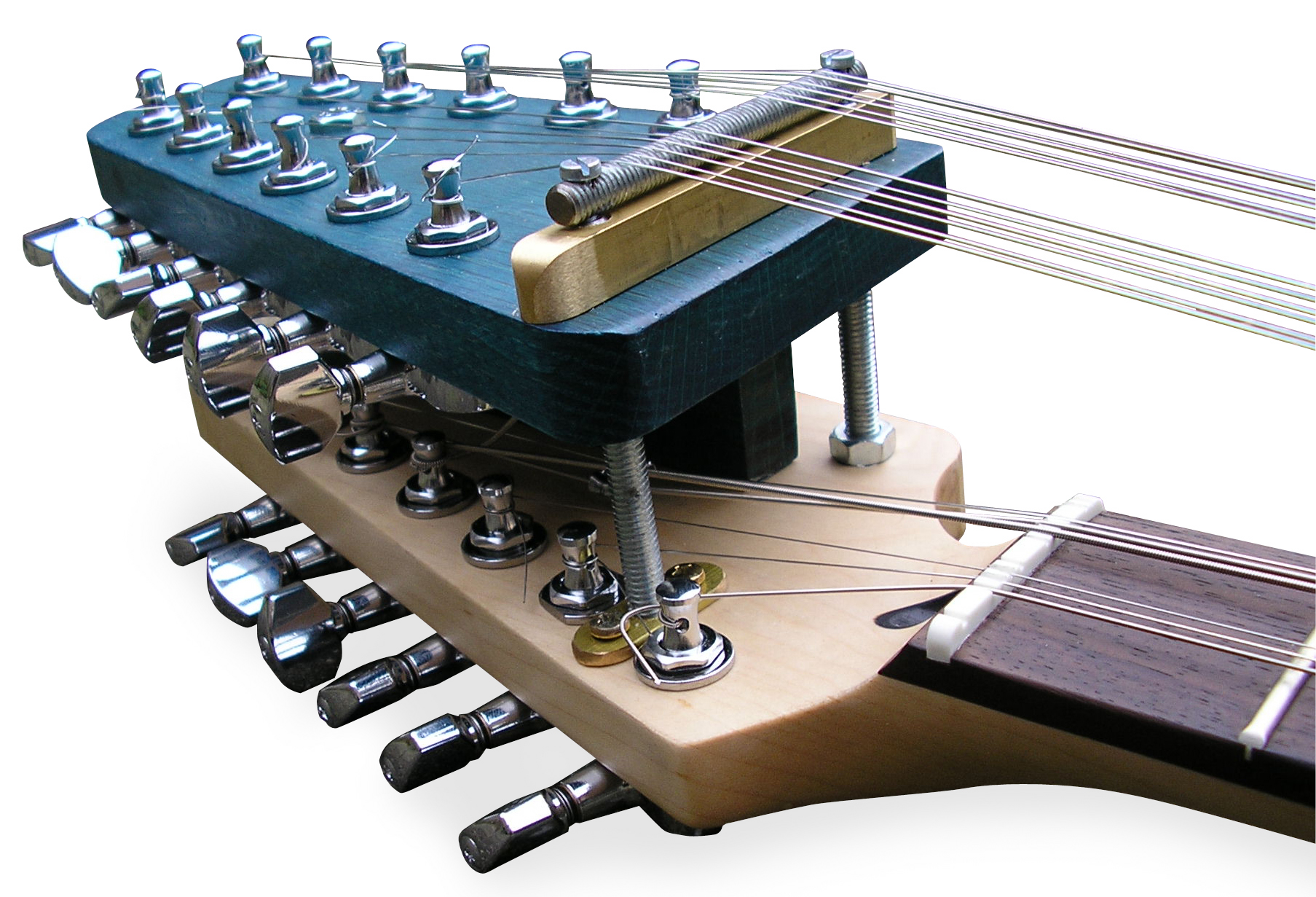
Yuri Landman baute eine E-Gitarre mit einer Doppelkopfplatte, die Moonlander (2007)
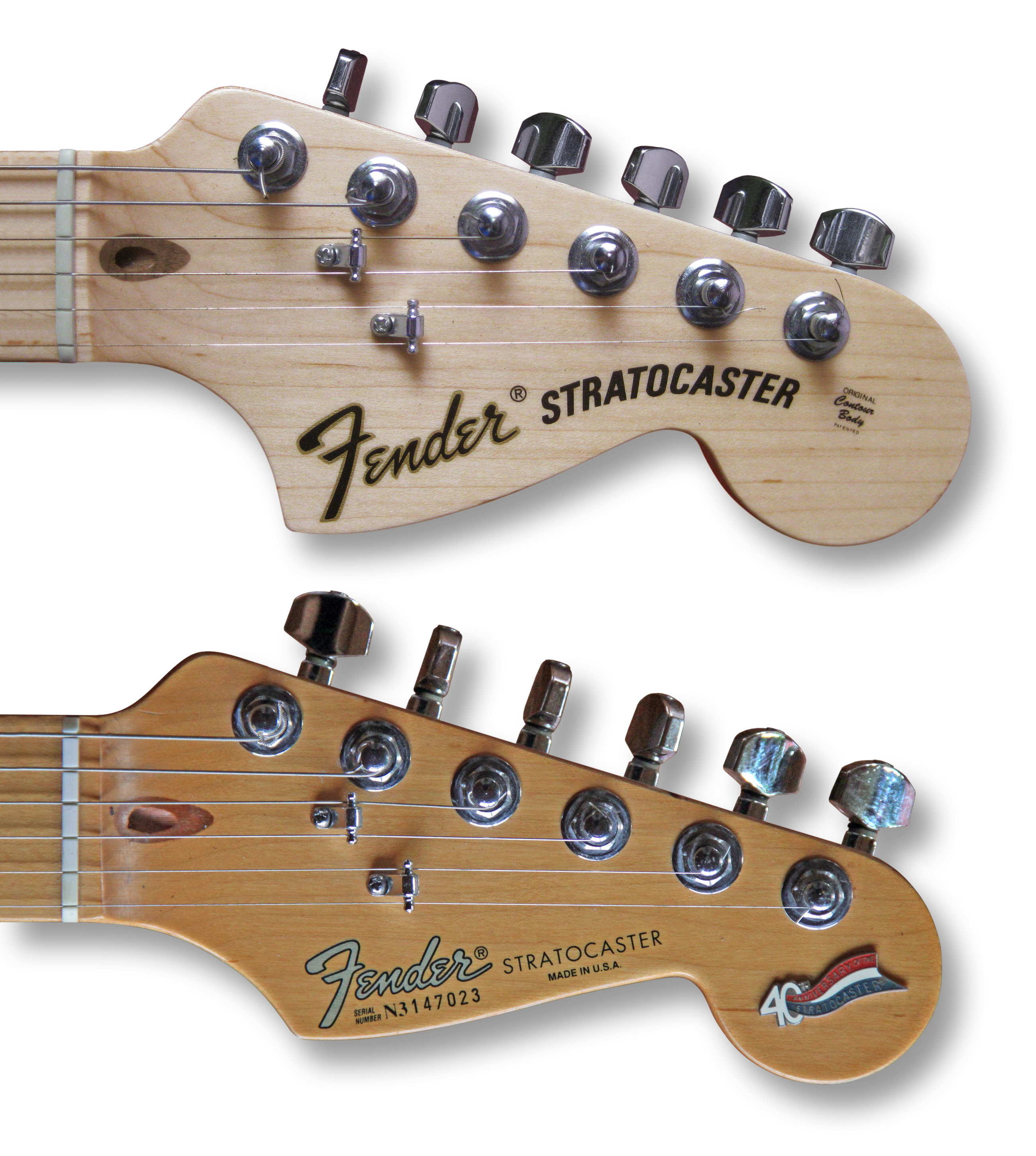
Kopfplatten bieten durch Größe, Form und Design oft Modell-Informationen: frühe Version einer Stratocaster (unten), und späte – „CBS-Version“ (oben).

## Matching Headstocks

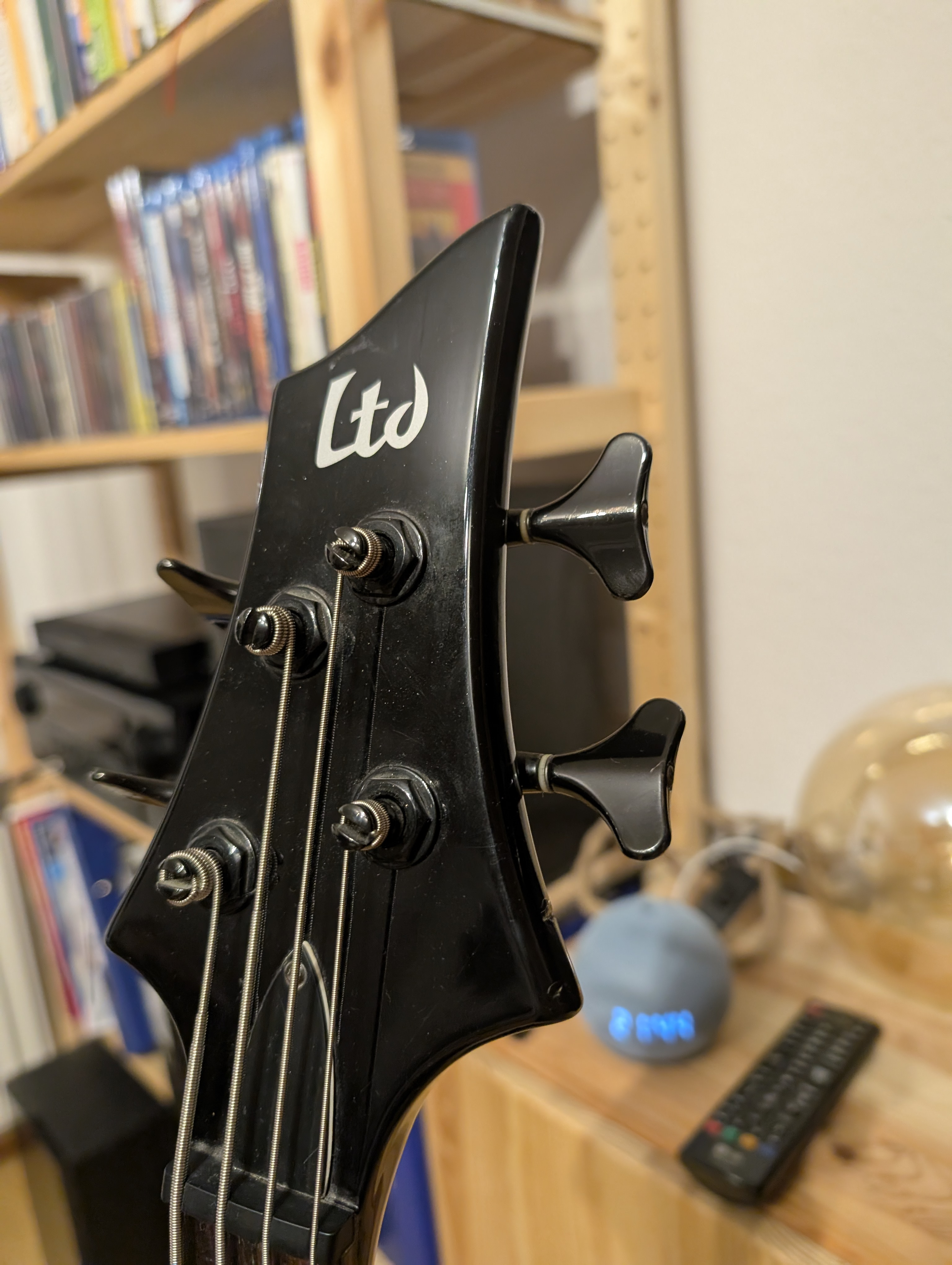
Kopfplatte eines E-Basses ESP Ltd. TA-200 mit Matching Headstock

Zur optischen Aufwertung von Gitarren bieten manche Hersteller wie zum Beispiel Fender Japan Instrumente mit Matching Headstock an (deutsch: „passende Kopfplatte“). Die Lackierung der Vorderseite der Kopfplatte wird an diejenige der Decke des Instruments angepasst. Wegen dieses zusätzlichen Arbeitsschrittes sind Modelle mit angepasster Kopfplatte meist teurer als Modelle mit klar- oder unlackierter Kopfplatte.

## Headless (ohne Kopfplatte)
Als headless bezeichnet man Gitarren und Bässe ohne Kopfplatte. Die bei der üblichen Bauform auf der Kopfplatte befindlichen Stimmmechaniken sind deshalb am Ende des Korpus angebracht. Als erste Vertreter dieser Bauform gelten die E-Bässe der Serie Steinberger L, die 1979 vorgestellt wurden.